# دورسا أرغاند

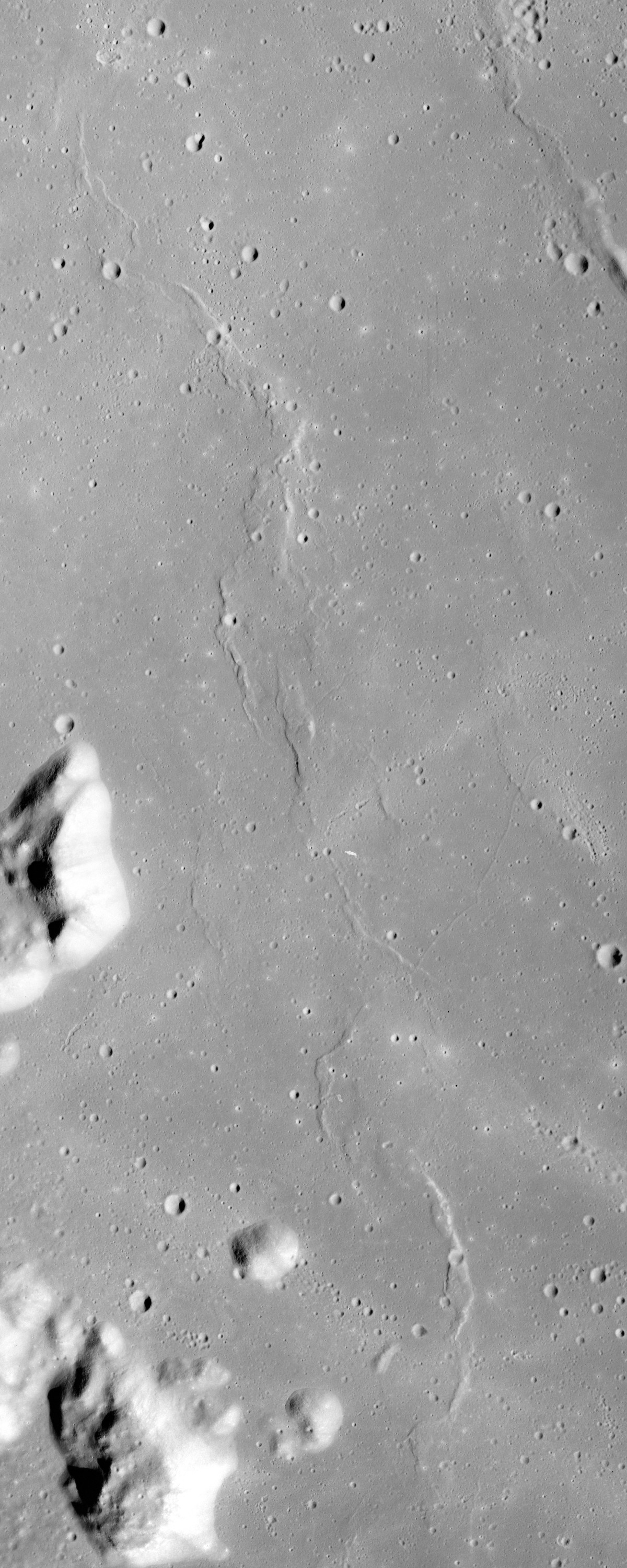
الجزء الجنوبي من دورسا أرغاند.

دورسا أرغاند هو نظام سلسلة تلال متجعدة تقع في 28°06′N 40°36′W / 28.1°N 40.6°W على القمر، في منطقة محيط العواصف بالقرب من الحدود مع بحر الأمطار. يبلغ طوله 109 كم تقريباً وسُمي باسم إميل أرغاند عام 1976. وقد وافقالاتحاد الفلكي الدولي على اسم هذه الميزة في عام 1976.

## روابط خارجية
- Dorsa Argand at The Moon Wiki